# Nasilje nad starejšimi
Nasilje nad starejšimi je enkratno ali ponavljajoče se dejanje, ki se lahko pojavi v vsakem razmerju, kjer je pričakovanje zaupanja in povzroča veliko škodo ali stisko starejše osebe. Zakoni o varstvu starejših pred zlorabo so podobni in povezani z zakoni, ki ščitijo odrasle pred zlorabami. Osrednji element nasilja nad starejšimi je "pričakovanje zaupanja" starejše osebe do storilca. Najpogosteje gre za zakonca, partnerja ali družinskega člana, prijatelja ali soseda, ali ljudi, na katere se starejša oseba zanaša z vidika pomoči ali usluge. Veliko oblik nasilja nad starejšimi so priznane kot vrste nasilja v družini ali družinskega nasilja, ker so bila storjena s strani družinskih članov. Znano je tudi, da so v vlogah storilcev marsikdaj tudi plačani skrbniki oziroma negovalci, kateri so del zdravstvenega osebja v bolnišnicah ali v domovih za ostarele. Čeprav obstajajo različne okoliščine, katere štejemo za zlorabe nad starejšimi, nasilje nad starejšimi ne vključuje splošne kriminalne dejavnosti proti starejšimi osebami, kot so na primer vlomi, ulične kraje, ali "vlomi z odvračanjem pozornosti", kjer storilec moti starejše osebe na pragu, medtem ko je druga oseba vstopi v stanovanje z namenom kraje.
Nasilje nad starejšimi s strani negovalcev v zdravstvenih ustanovah predstavlja svetovno problematiko. Vladne in nevladne organizacije in druga društva in skupine, katere se ukvarjajo z omenjeno problematiko, so nasilje nad starejšimi označile kot socialno problematiko. Mednarodna mreža za preprečevanje nasilja nad starejšimi je imenovala 15. junij za Mednarodni dan boja proti nasilju nad starejšimi. Na ta dan poteka veliko število prireditev in programov ozaveščanja in delavnic na temo preprečevanja nasilja.

## Vrste nasilja
Obstaja več vrst nasilja nad starejšimi ljudmi:
Telesno: pretepanje, prebijanje, klofutanje, potiskanje, brcanje, premikanje, protipraven odvzem prostosti, dajanje prekomernega odmerka zdravil, dajanje napačnega zdravila ali nezdravljenje.
Psihološko: Poteka v verbalni obliki, kot je vpitje, zmerjanja, zasmehovanje, nenehno kritiziranje, obtožbe, ali pa neverbalno, kot ignoriranje, tišina ali nenaklonjenost.
Finančne zlorabe: znane tudi kot finančno izkoriščanje, ki vključuje odtujitev finančnih sredstev, s strani družinskih članov, skrbnikov ali tujcev, ali uporaba finančnih sredstev za nadzor osebe, katere omogočajo druge vrste zlorab in prisila k podpisu pogodbe in oporoke.
Spolno: siljenje osebe v katero koli spolno aktivnost brez njene privolitve, siljenje v seksualne pogovore itd.
Zanemarjanje: preprečevanje ustreznega zdravljenja, odvzem osnovnih stvari (hrane, oblačil, udobja). Zanemarjanje vključuje tudi puščanje osebe brez nadzora.

## Znaki nasilja
Ključnega pomena za preprečevanje in posredovanje zoper nasilje nad starejšimi je sposobnost prepoznati opozorilne znake njegovega nastanka. Znaki nasilja nad starejšimi se razlikujejo glede na vrsto zlorabe:
Fizična zloraba se lahko ugotovi z vidnimi znaki na telesu, vključno z modricami, brazgotinami, zvini ali zlomi. Bolj očitni znaki fizičnega nasilja so tudi sledi vrvi na zapestju ali zlomljena očala.
Čustveno oz. psihološko zlorabo pogosto spremljajo druge vrste zlorab in je običajno lahko zaznati spremembe v osebnosti in vedenju. Starejši lahko kažejo tudi vedenjske znake z vzorci demence, kot je zibanje ali momljanje.
Finančno izkoriščanje, je bolj subtilna oblika zlorabe, v primerjavi z drugimi vrstami in je lahko bolj zahtevna z vidika zaznave. Znaki finančnega izkoriščanja vključujejo precejšnje dvige gotovine iz bančnih računov, izginjanje materialnih stvari iz stanovanja in neplačani računi.
Spolna zloraba, kot fizično zlorabo je mogoče zaznati v obliki vidnih znakov na telesu, še posebej okrog prsi ali genitalij. Drugi znaki so nerazložljive okužbe, krvavitve in raztrgano spodnje perilo.
Zanemarjanje je vrsta zlorabe, ki sta jo lahko povzročila bodisi skrbnik starejše osebe ali starejša oseba sama. Znaki zanemarjanja vključujejo podhranjenost in dehidracijo, slabe higienske razmere, neupoštevanje predpisov za jemanje zdravil na recept in nevarne življenjske razmere.
Poleg opazovanja znakov pri starejših ljudeh, se zlorabo lahko odkrije tudi s spremljanjem sprememb v vedenju staršev, skrbnikov ali zdravstvenih delavcev. Na primer, negovalci ne dovolijo družinskim članom ali prijateljem obiska ali pogovora, kažejo brezbrižnost ali pomanjkanje naklonjenosti do starejših ali jim skrb za starejšega predstavlja "neznosno breme".
Zloraba je včasih lahko zelo majhna in jo je zato težko odkriti. Ne glede na to, organizacije za ozaveščanje in raziskave svetujejo, da se vsak sum jemlje resno in je za odpravo pomislekov ali za razjasnitev okoliščin nujno potrebno takojšnje ukrepanje.

## Zdravstvene posledice
Zdravstvene posledice nasilja nad starejšimi so resne. Nasilje lahko uniči kakovost življenja starejše osebe v oblikah:
- Upadanja funkcionalnih sposobnosti
- Povečane odvisnost
- Povečanega občutka nemoči
- Povečanega stresa
- Poslabšanja psihološkega upada
- Prezgodnje umrljivosti in obolevnosti
- Depresije in demence
- Podhranjenosti
- Preležaninah
- Smrt

Tveganja za smrt pri starejših žrtvah zlorab in nasilja so trikrat višje.

## Storilci
Storilec zlorabe je lahko zakonec, partner, sorodnik, prijatelj ali sosed, prostovoljec, delavec, zdravnik, odvetnik ali kateri koli drug posameznik.
Lahko je oseba, ki mu starostnik zaupa, ga nadzoruje ali ima oblast nad njim. Starejši ljudje, ki živijo sami, pa so še posebej občutljivi na "navezovanje stikov" s sosedi in prijatelji, ki se kaj hiro lahko znajdejo pod njihovim vplivom.
V okviru zdravstvene oskrbe se lahko zlorabe pojavljajo zaradi različnih razlogov. Institucionalne zlorabe ali zanemarjanja odražajo pomanjkanje znanja, usposabljanja in podpore. Institucionalna zloraba je lahko posledica skupnih praks ali procesov, ki so del delovanja institucionalne oskrbe ali storitve. V nekaterih primerih je ta vrsta zlorabe opredeljena kot "slaba praksa", čeprav ta izraz odraža motiv storilca.
S staranjem današnjega prebivalstva, obstaja možnost, da se bo nasilje nad starejšimi osebami povečalo, zato je izredno pomembno, da smo ozaveščeni s problematiko, prepoznamo vzorce in dejanje naznanimo pristojnim institucijam.

## Dejavniki tveganja
Obstaja več dejavnikov tveganja, ki povečujejo verjetnost, da starejša oseba postane žrtev zlorabe. Dejavniki vključujejo starejšo osebo, ki:
- Ima težave s pomnenjem (demenca)
- Ima telesne ovire (invalidnost)
- Ima depresijo, je osamljena ali trpi zaradi pomanjkanja socialne podpore
- Zlorablja alkohol ali druge snovi
- Ima skupne bivalne prostore z več osebami

Obstaja tudi več dejavnikov tveganja, ki povečujejo verjetnost, da bo oskrbovalec zlorabljal in nasilno deloval do starejših. Dejavniki  vključujejo oskrbovalce, ki:
- So preobremenjeni
- So v preteklosti delovali nasilno
- So odvisni od starejše osebe zaradi stanovanja, financ ali drugih potreb
- Imajo težave z duševnim zdravjem
- So brezposelni
- Imajo kriminalno preteklost
- Imajo skupne bivalne prostore skupaj z več osebami

Dejavnike tveganja, je mogoče razvrstiti tudi na posameznika, odnos, skupnosti in družbeno-kulturni ravni. Na ravni posameznika so bolj ogrožene starejše osebe, ki imajo slabo telesno in duševno zdravje. Medsebojni odnosi in skupna življenjska situacija je velik dejavnik tveganja za starejše. Če živijo na istem območju z nasilno osebo, je verjetnost za zlorabo večja. Na družbeno-kulturni ravni pa se kaže v odnosu negovalcev do starejše osebe.

## Preprečevanje nasilja nad starejšimi
Zdravniki, medicinske sestre in drugo zdravstveno osebje igrajo pomembno vlogo pri pomoči žrtvam zlorab. Čeprav se ozaveščanje o nasilju nad starejšimi povečuje, zdravniki poročajo o samo 2 %  prijavljenih primerov tovrstnih zlorab. Razlogi za neprijavljanje tovrstnega kaznivega dejanja so pomanjkanje trenutnega znanja o pravnih določbah, ki urejajo to področje, nezaupanje v sodni sistem, prisoten strah, morebitni sodni nastopi, pomanjkanje sodelovanja med starejšimi in njihovimi družinami in pomanjkanje časa. Z izobraževanjem in usposabljanjem in ozaveščanjem, bi lahko zdravstveni delavci veliko pripomogli k preprečevanju in odkrivanju nasilnih dejanj.
Pomembno je tudi ukrepanje in posredovanje organov pregona in ustreznejša zakonodaja na področju odkrivanja in preprečevanja zlorab. Poleg tega lahko sodelovanje celotne skupnosti prispeva k varnosti starejših oseb.